# Ul

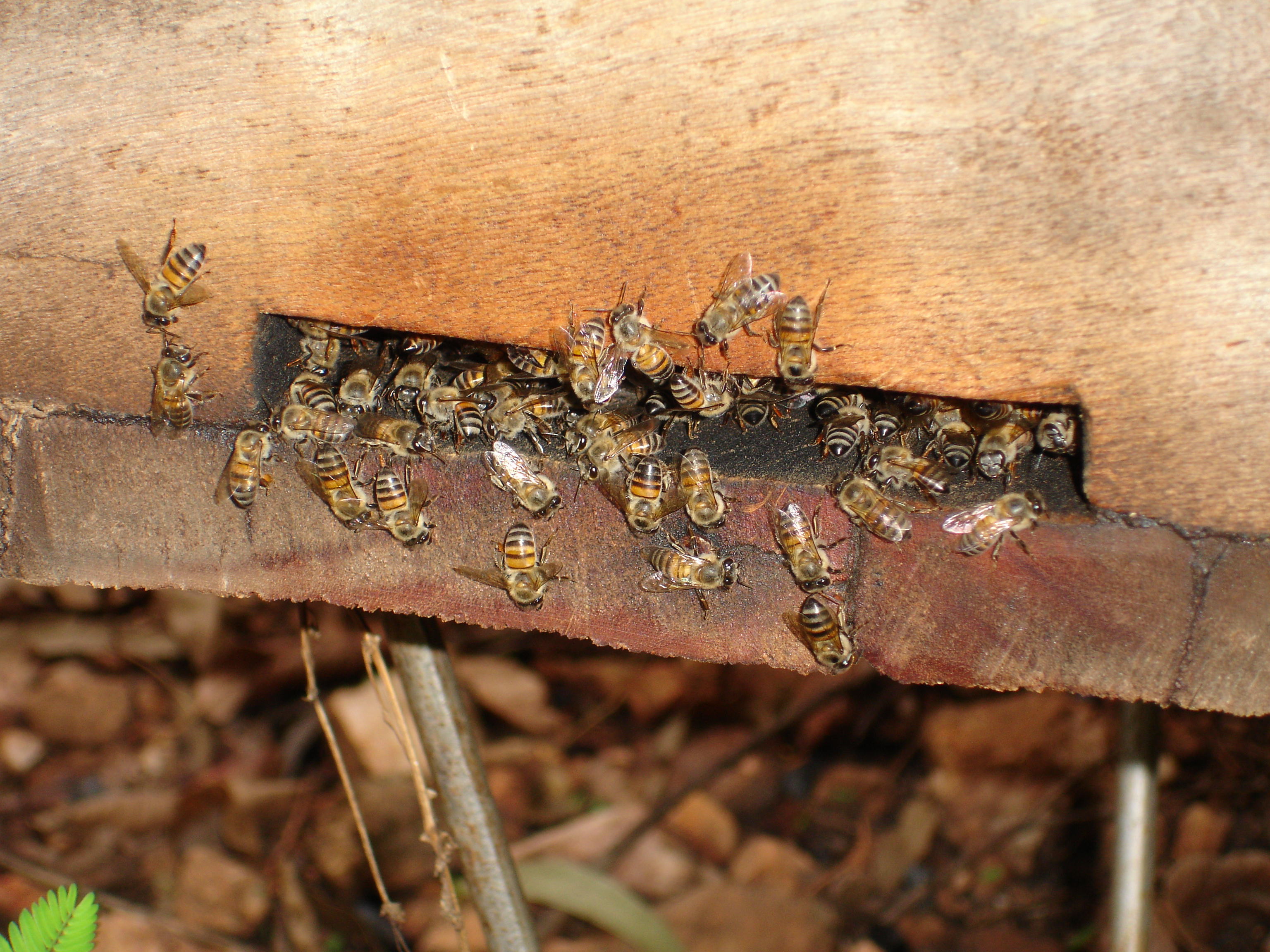
Pszczoły w wylotku (wejściu do ula)

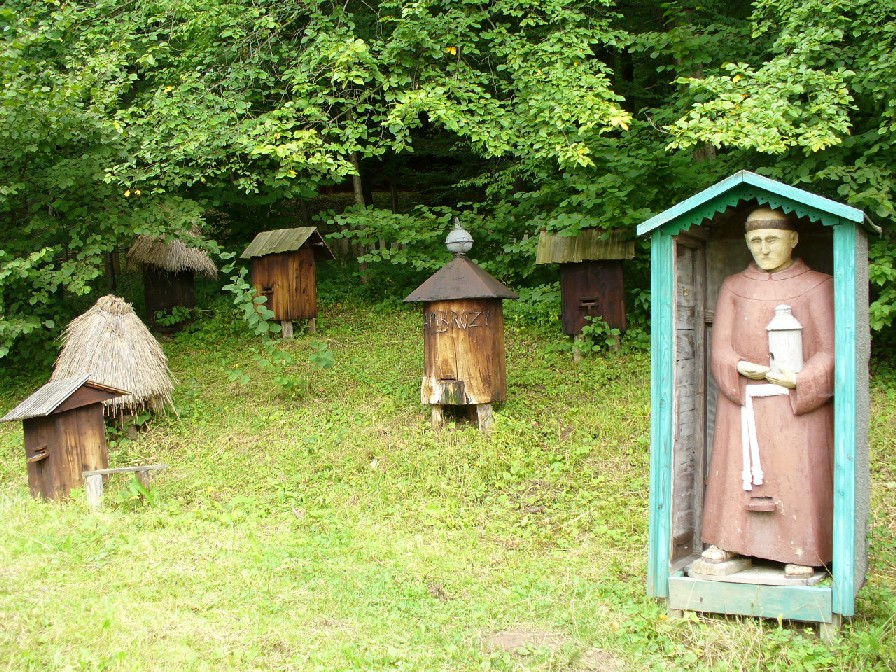
Pasieka z ulami z XIX i XX wieku z różnych miejscowości Pogórza

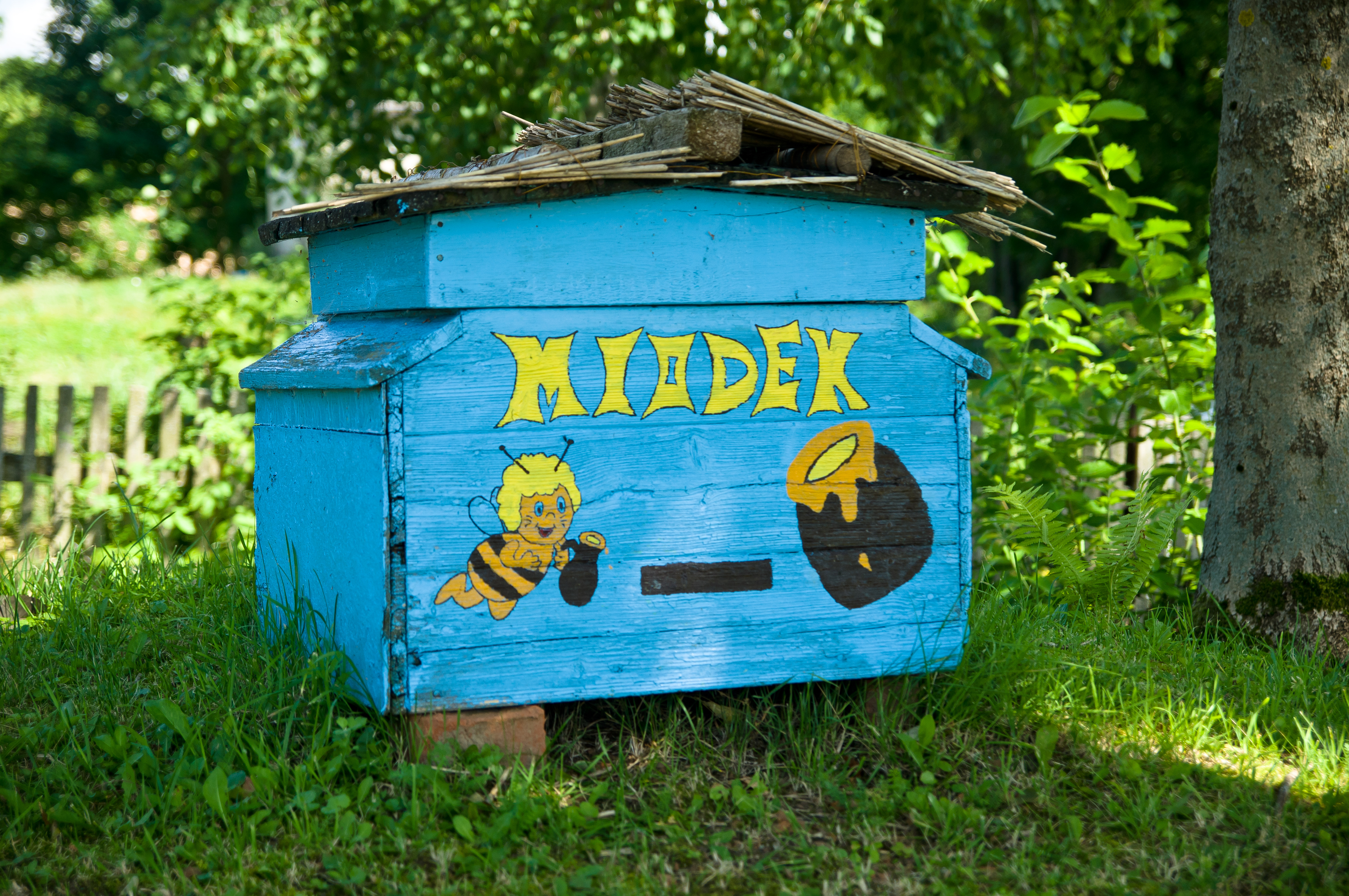
Dekoracyjny ul w okolicach kaplicy w Janikowie

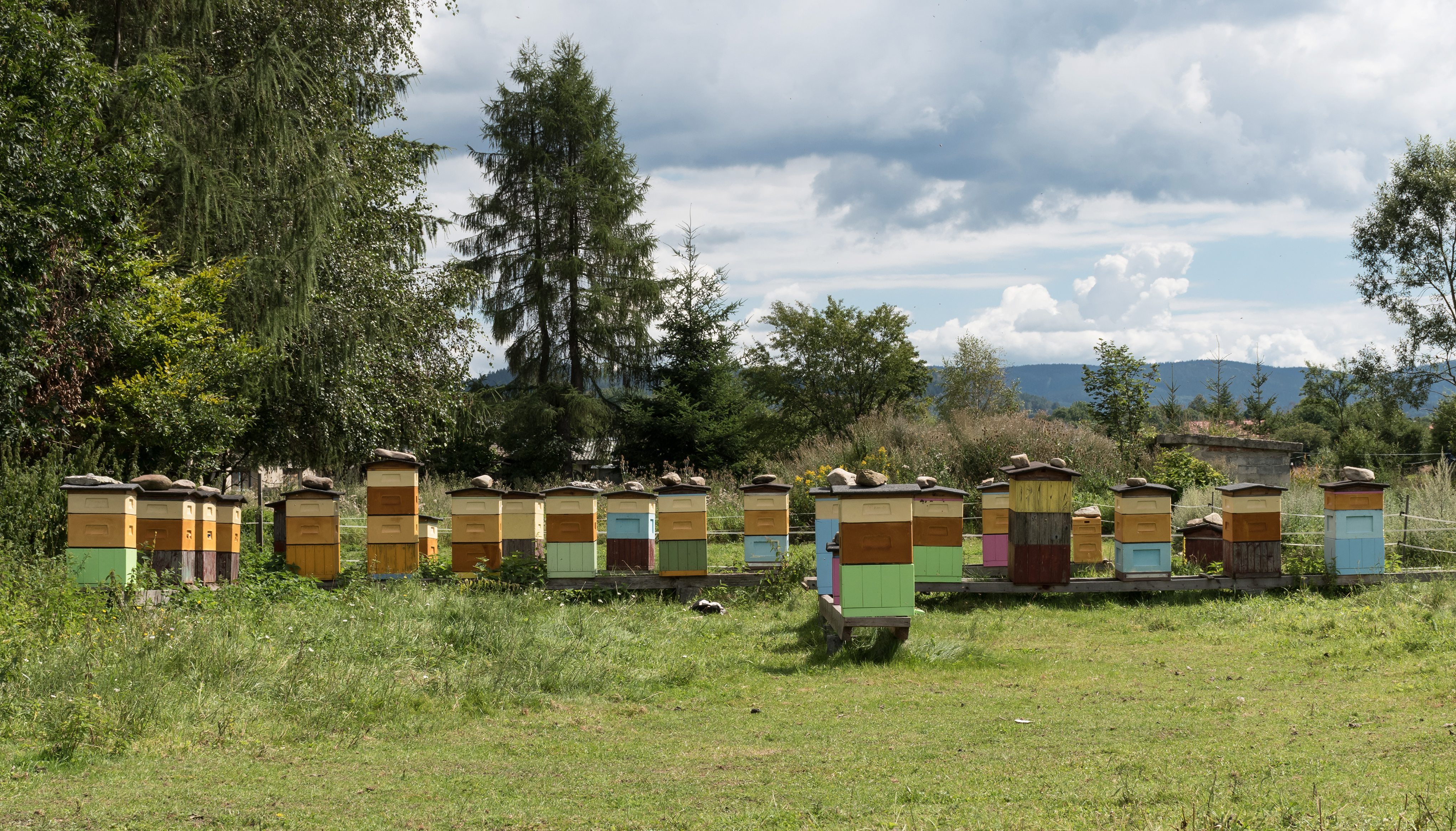
Pasieka w Trzebieszowicach

Ul – w pszczelarstwie konstrukcja, najczęściej drewniana, używana do hodowli i chowu pszczoły miodnej.
Ul służy do życia, rozwoju rodziny pszczelej oraz do zbierania zapasów pożywienia. Z tego powodu ule muszą zapewniać właściwe warunki życia pszczół. Budowa ula zapewnia ponadto łatwy dostęp pszczelarzowi do rodziny tak, aby pszczoły były tak mało niepokojone w czasie pracy pszczelarza, jak tylko jest to możliwe.
Zbiorowisko większej liczby uli w jednym miejscu nazywane jest pasieką.

## Rodzaje i typy uli
Ze względu na rodzaj prowadzonej gospodarki pasiecznej, pasiekę dzieli się na dwa podstawowe typy: stacjonarną i wędrowną.
Ze względu na budowę, ule pasieczne dzieli się na:
- leżaki – których pojemność rozbudowuje się poprzez powiększenie poziome ula.
- kombinowane
- wielokorpusowe (stojaki) – których część magazynową zwiększamy poprzez rozbudowę pionową ula[2].

Na świecie opracowano i opatentowano kilkaset typów uli (np. ul Warré, Perone’a, Flow, WBC, Žnideršiča, DTL itd.) dostosowanych do środowiska, warunków bytowania i gatunku pszczoły miodnej. Ule te różnią się zazwyczaj liczbą korpusów i wielkością ramek.
W Polsce można spotkać ule pasieczne następujących typów:
- ul Dadanta,
- ul Dadanta wielokorpusowy,
- ul 1/2 Dadanta,
- ul Langstrotha,
- ul 1/2 Langstrotha,
- ul Langstrotha modyfikowany polski,
- ul wielkopolski zwykły,
- ul wielkopolski poszerzony (12-ramkowy),
- ul warszawski zwykły,
- ul warszawski poszerzony,
- ul Ostrowskiej,
- ul Apipol[3].

Coraz popularniejsze stają się ule styropianowe oraz poliuretanowe, które znajdują zastosowanie w pasiekach wędrownych ze względu na niską wagę, oraz relatywnie niską cenę. Ule te jednak nie zapewniają rodzinie pszczelej komfortowych warunków bytowania, szczególnie w okresie zimowli, kiedy to naturalna wentylacja jest niemożliwa i pszczelarz musi sztucznie doprowadzić do niej przez otwieranie dodatkowych otworów wentylacyjnych np. w dennicy (ze względu na skraplanie się pary wodnej na wewnętrznych ścianach ula), co pociąga za sobą nadmierne oziębienie gniazda pszczelego, a w konsekwencji zwiększone zużycie pokarmu przez zimującą rodzinę pszczelą.
W warunkach polskich ważnym elementem każdego ula jest jego izolacja przed przegrzaniem w okresie letnim, ocieplenie w okresie zimowym, dobra wentylacja i odpowiednia higroskopijność materiału, z którego został wykonany ul.
Mimo postępu nadal najlepszymi materiałami do budowy wewnętrznych ścian ula pozostają naturalne materiały takie jak: drewno miękkie (lipa, osika, topola, jodła), a do ocieplenia: słoma, sieczka słomiana, wióry z drewna liściastego.
Pierwszy na świecie udany ul szafkowy z ruchomą zabudową, pierwowzór współczesnego ula ramowego, skonstruował ok. 1840 roku śląski pszczelarz Jan Dzierżon. Jest on również odkrywcą wielkości zwanej w pszczelarstwie odstępem pszczelim (ang. bee space).

## Ule figuralne
Ule figuralne to ule wyrzeźbione na kształt ludzi – chłopów, szlachciców, żołnierzy, karczmarzy, świętych, duchownych, postaci związanych z historią Polski, jak np. Turków, a nawet postaci literackich, np. Zagłoby – lub rzadziej zwierząt (takich jak niedźwiedzie czy lwy). Sięgają one do 2 metrów wysokości.
Wykonywano je na Dolnym Śląsku i dalej na wschód, we wsiach leżących u podnóża Karpat, z wyjątkiem części rzeszowskiej; a także w południowej Wielkopolsce.
Powodem tworzenia uli figuralnych było przekonanie, że takie ule ochronią pszczoły przed złymi mocami, złym spojrzeniem czy złodziejami.
Dawniej całe pasieki składały się z uli figuralnych. Obecnie takie ule znaleźć można w zbiorach muzeów etnograficznych.

## Znane skanseny i pasieki
Duży skansen pszczelarski – z bogatą kolekcją uli – znajduje się na terenie Swarzędza, miejscowości położonej niedaleko Poznania.
W 2007 roku w okolicy moszawu Rechow w Izraelu odkryto trzy rzędy glinianych, cylindrycznych uli z przełomu XI i X wieku p.n.e. Ustawione były piętrowo na wysokości co najmniej trzech kondygnacji. Są to najstarsze znane ule z tego obszaru.